# George Hull
George Hull (* 8. Januar 1788; † 7. Januar 1868 in Sandisfield, Massachusetts) war ein US-amerikanischer Politiker. Zwischen 1836 und 1843 war er Vizegouverneur des Bundesstaates Massachusetts.
Die Quellenlage über George Hull ist sehr schlecht. Er lebte in Massachusetts und wurde Mitglied der in den 1830er Jahren gegründeten Whig Party. Im Jahr 1836 wurde er zum Vizegouverneur von Massachusetts gewählt. Dieses Amt bekleidete er zwischen 1836 und 1843. Dabei war er Stellvertreter der Gouverneure Edward Everett, Marcus Morton und John Davis. Mit seiner Frau Sarah Allen hatte er einen Sohn. Er starb am 7. Januar 1868, einen Tag vor seinem 80. Geburtstag, in Sandisfield im Berkshire County.